# Pirogue de la collection Schivazappa

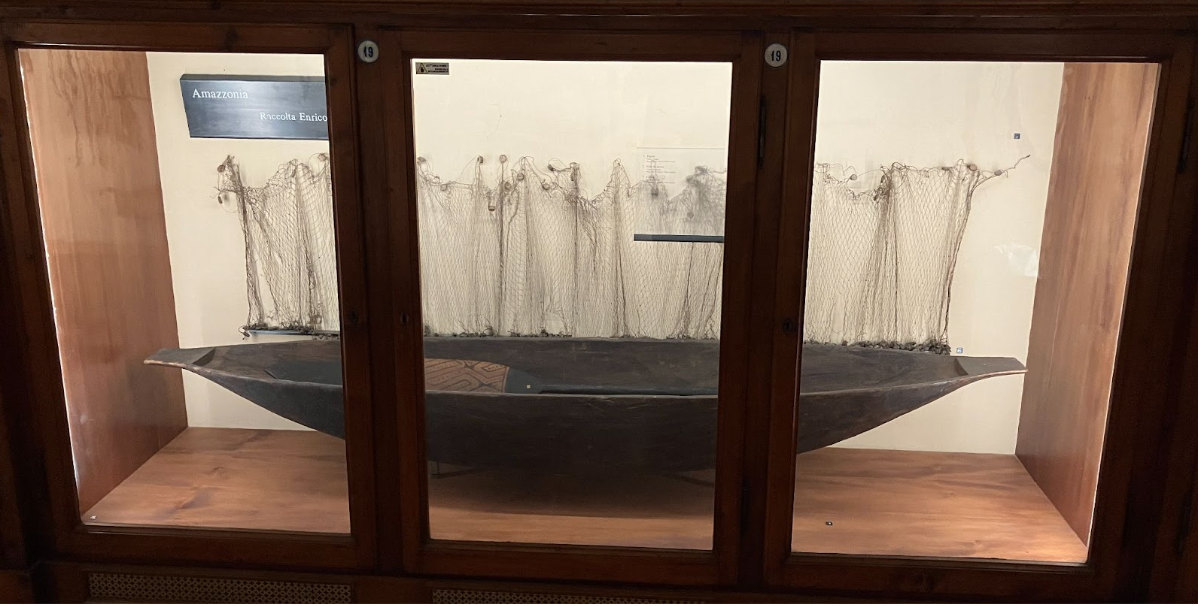
Photo personnelle de La ubá du Musée Civique de Reggio Emilia, rez-de-chaussée du Musée.

La pirogue de la collection Schivazappa est une pirogue monoxyle du XIXe siècle exposée au Musée civique de Reggio Emilia, en Émilie-Romagne. Elle appartient à une collection ethnologique de l’Amazonie brésilienne. Elle fut fabriquée par une communauté Paumari, située sur le rio Purùs. Cette embarcation fait partie d’une collection plus ample d’artéfacts issus de collectionneurs américanistes et que le Musée Civique de Reggio d’Émilie expose, aujourd’hui, de manière permanente.

## Contexte

### Musée de Reggio Émilia
Le Musée Civique est localisé dans la ville italienne de Reggio d'Émilie. Plusieurs thèmes liés au sujet de l'anthropologie, tel que l'ethnographie, l'archéologie ou encore la paléontologie, y sont présentés par le biais d'une exposition d’œuvres et artéfacts issus de nombreuses collections privées.

### Collection Schivazappa du musée civique de Reggio Émilia
Cette pirogue se trouve dans la collection de la famille Schivazappa, placée dans la partie d'ethnographie de la catégorie sud-américaine (de la Terre de Feu à l'Amazonie), au rez-de-chaussée du bâtiment San Francesco. La scénographie de la section ethnographique (porte 19, étiquette du mur 3), nous l’expose avec ses objets annexes : une pagaie et un filet de pêche. La pirogue a été obtenue par dons lors d'un voyage d’Enrico Schivazappa, en Amazonie. Celle-ci vient enrichir la collection ethnographique originale, constituée sur l’initiative de Gaetano Chierici.

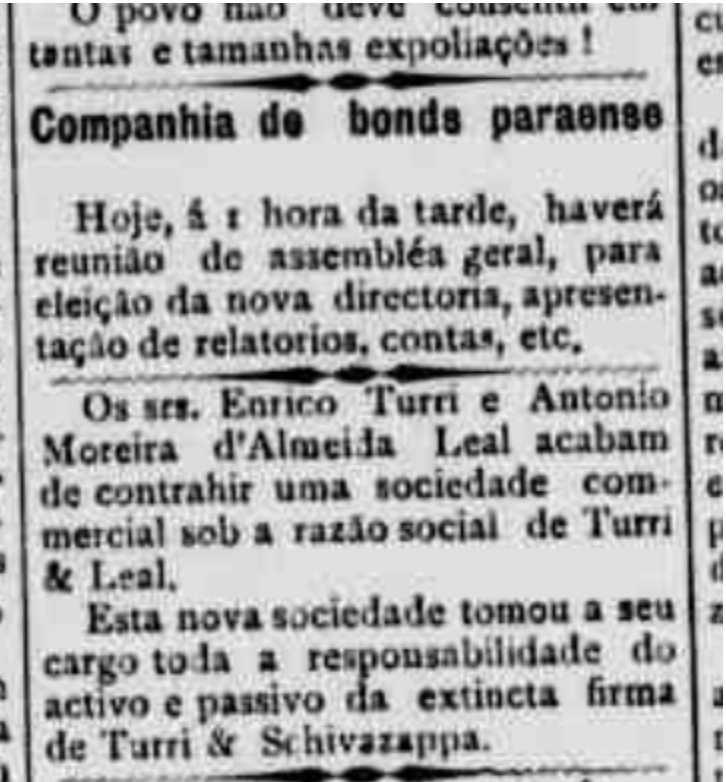
Extrait du journal Diarcio de Noticia du 16 mars 1888, Brésil, mentionnant la compagnie de Schivazappa.

Né à Parme en 1871, Enrico Schivazappa quitte l’Italie pour le Brésil comme chef de trafic d’un navire marchand. Il obtient un succès et devient le directeur du trafic de la Companhia do Amazonas, une société à 25 navires à vapeur. Il est aussi associé dans une entreprise d’import-export (Turri & Schivazappa). Lors de ses voyages, l’agent insulaire Enrico Schivazappa réalisa une description générale de la zone géographique dans laquelle il se trouvait ainsi que répertorié les communautés ethniques présentes dans la région. Ce dernier a rassemblé, entre 1883 et 1888 des objets provenant de différentes communautés sud-américaines. Il a obtenu ces objets auprès de capitaines de bateaux qui remontaient l’Amazone, ou encore auprès de commerçants des zones les plus reculées de la forêt tropicale. La majeure partie de la collection est constituée d’objets provenant du Brésil, des communautés Crichanà du Rio Jauaperi, Paumari du Rio Purus et des Ticuna du Rio Solimõnes, ainsi que des artéfacts d’Amazonie péruvienne.
Les premières expositions des objets collectés par Enrico Schivazappa, au musée Civici de Reggio Emilia datent de 1888. En effet, Enrico Schivazappa vendit, entre 1880 et 1885, des objets des Indiens Makú, localisés sur les rives du rio Tiquié, un affluent de l’Amazone. C'est ensuite par ces neveux que la collection amazonienne du musée s'est enrichie, grâce à des dons posthumes. De plus, suivant les récits familiaux, ces petit-neveux sont partis sur les traces de leur oncle en 1894 et rapportèrent en 1896 d’autres artefacts de la région de Parà, participant ainsi à l’étoffement de la collection du musée. Les objets de la collection Schivazappa sont devenus en 1969 des biens ministériales, à cette date les collections furent réunies récemment.

## Paumari, une communauté ethnique du Rio Purùs
Les Paumari sont une communauté ethnique de l’État de l’Amazonas au Brésil. Elle se situe sur le fleuve Purùs. Ce groupe est aussi connu sous le nom de Purupurù (d’autres noms apparaissent dans la littérature : Kurukurù, Palmari, Pamari, Pammari, Wayai, Yja’ari). Avec un mode de vie étroitement lié à l’eau et habitant dans les plaines inondables (várzeas) les constructions tournées vers celle-ci sont courantes dans la communauté. Le surnom de « nomades de Purùs » leur vient de leur grande mobilité, ainsi du fait que ces derniers construisent leurs habitations traditionnelles sur des radeaux nommés des flutuantes. De plus, la majeure partie de la vie sociétale était réalisée par voie fluviale, à l’aide de pirogues monoxyles, ou ubá (terme tupi signifiant « arbre »), permettant de garder une communication entre les habitants. La ubá était aussi employée par les Paumari lors des activités de chasse et pêche, notamment lors de la traque de tortues aquatiques. William Chandless, explorateur anglais du XIXe siècle, décrit les qualités de pêcheurs des Paumari : 
« J'ai compté plus de soixante canoës descendant le fleuve ensemble à la poursuite des tortues [aquatiques], chacun avec une femme à la rame et un Indien debout à la proue, telle une statue, guettant l’apparition des tortues ». 
Les embarcations traditionnelles des Paumari étaient des pirogues taillées dans un seul tronc d'arbre dont la longueur variait entre 3,5 et 4,5 mètres. Les flancs de leurs pirogues sont fins et verticaux, tandis que les extrémités sont allongées. Les pagaies étaient de formes ovales et pointues. Les Paumari n’ont pas abandonné cette tradition et continuent aujourd’hui de construire des pirogues de morphologie similaire.

## Description
L’embarcation issue de la collection de Enrico Schivazappa est une pirogue monoxyle, c’est-à-dire, un esquif taillé dans un seul tronc d’arbre. L’essence d’arbre n’est pas indiquée dans l’inventoriage, mais celle-ci appartient à la catégorie des arbres « ligneux », donc des bois durs. Il est important de noter qu’en Amazonie, des embarcations sont fabriquées avec de troncs d’arbres ligneux, des stipes de palmiers, ou encore des écorces d’arbre.

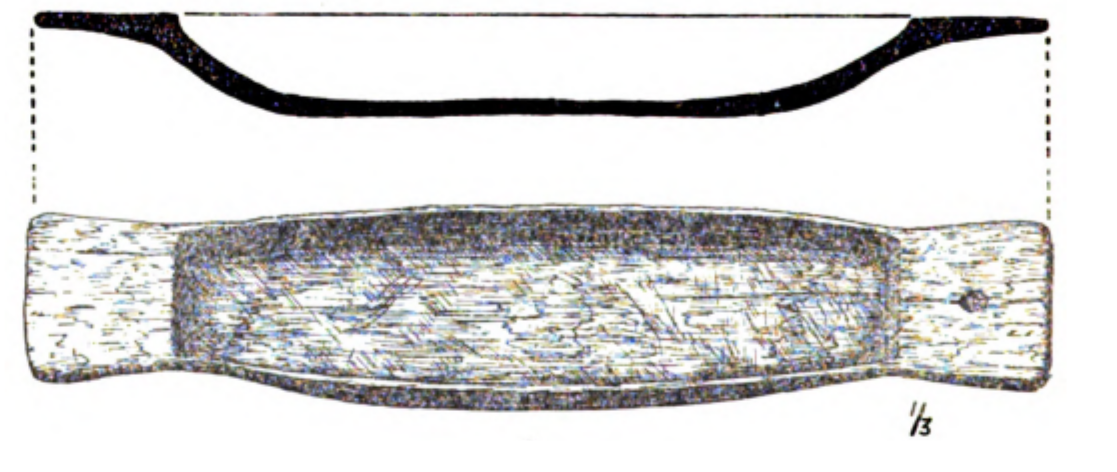
Schéma d'un jouet en forme de pirogue dite à bec de canard.

De petites dimensions, cette ubá dite à « bec de canard » peut accueillir une personne à son bord. Sa longueur est d’exactement 228 centimètres en prenant en compte les plateformes de chaque extrémité de la pirogue. Sa largeur maximale, mesurée en son centre, est de 45 centimètres, tandis que sa hauteur est de 31 centimètres. La morphologie, ainsi que les dimensions de la ubá, impacte directement ses fonctions et utilisations. Cette dernière fut probablement fabriquée à l’aide d’un outillage en fer, tel que des haches. Aussi, afin d’élargir l’intérieur de la pirogue, il est possible que les artisans retournèrent la pirogue, la brûlèrent pour rendre le bois malléable, puis employèrent des traverses pour « ouvrir » l’embarcation.

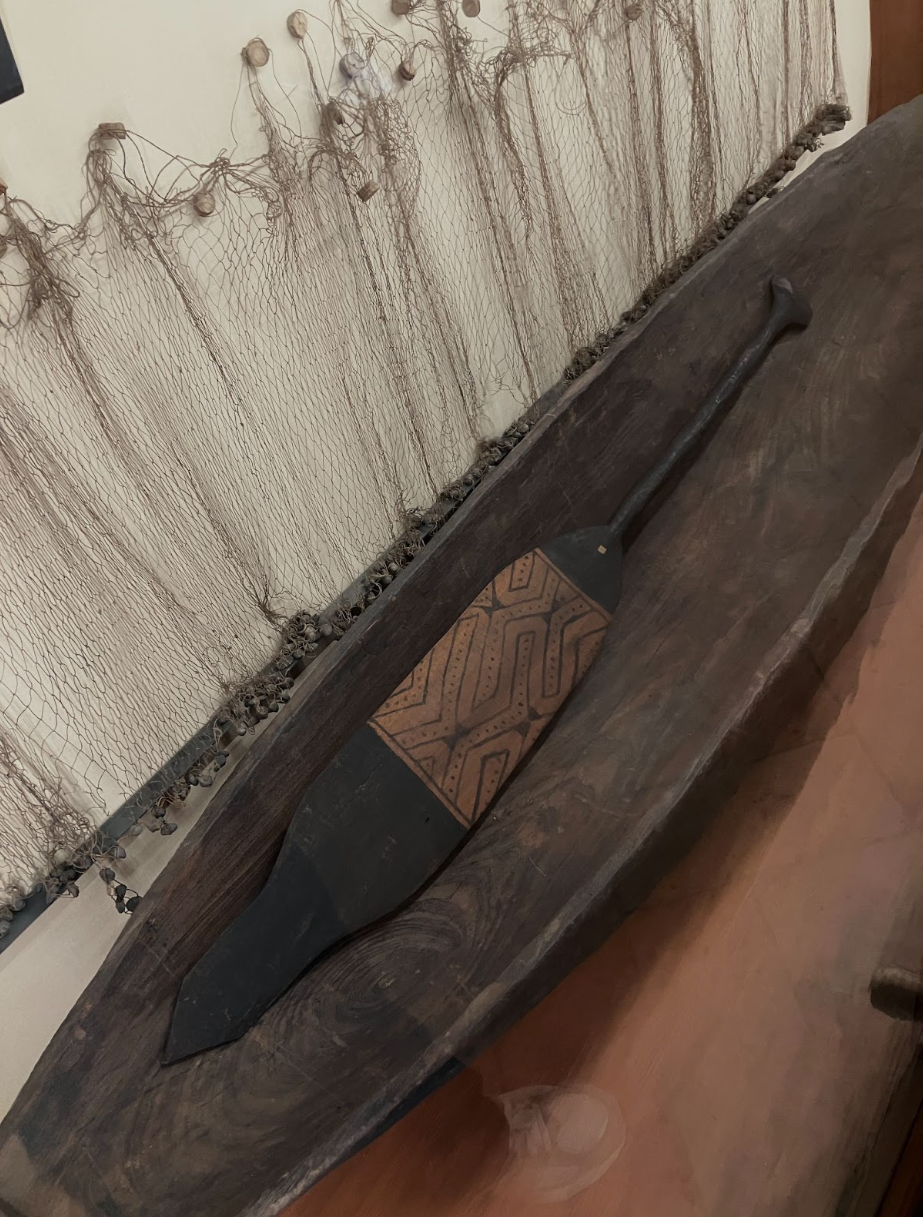
Photographie personnelle de la pagaie décorée, Musée Civique de Reggio d’Émilie.

Les pirogues monoxyles étaient utilisées comme moyen de déplacement et de subsistance.  Plus particulièrement, les petites pirogues permettaient d'effectuer des déplacements dans les eaux de l’Amazone. Chez d’autres peuples du rio Xingu fabriquant des ubà avec des extrémités en « bec de canard », ceux-ci se propulsent à l’aide de perches et se dirigent en employant des pagaies. Certaines uba présentes sur le rio Xingu atteignent les 11 mètres de long, pour 0,95 mètre de large, et sont adaptées aux rapides de l'Amazonie.
En addition, dans le cas présent, la pirogue était dotée de filets de fibres végétales avec un cerclage de pierres ainsi que de disques, lors de sa donation. Ces objets étaient des outils de pêche permettant la capture de différentes espèces de poissons présentes en fonction des saisons et des zones de pêche dans l’Amazone.  
À l’intérieur de la pirogue est placée une pagaie décorée de symboles géométriques de couleur noire. Elle ne fut pas récoltée sur le rio Purùs, mais au sein de tribus du rio Araguaia.